# Chlorid selenatý
Chlorid selenatý je anorganická sloučenina s chemickým vzorcem SeCl2.

## Příprava
Chlorid selenatý byl připraven reakcí šedého selenu s chloridem sulfurylu.

## Vlastnosti

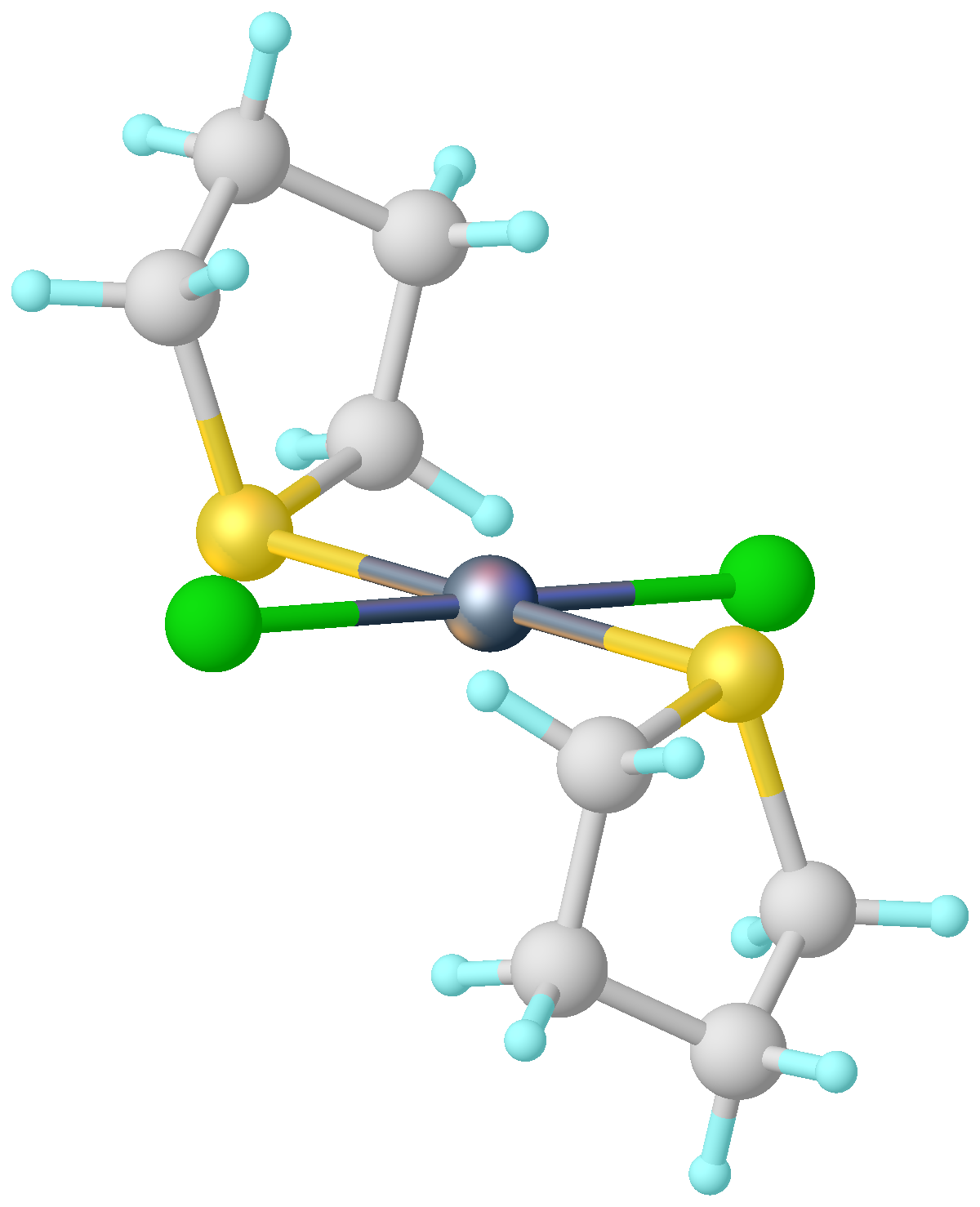
Struktura SeCl_{2}(tetrahydrothiofenu)_{2}.

V etherech chlorid selenatý tvoří červenohnědé roztoky. Adukty chloridu selenatého s thioethery a thiomočovinami jsou dobře charakterizovány. Jsou známy podobné komplexy chloridu tellurnatého. Roztoky chloridu selenatého jsou za pokojové teploty nestálé a rozkládají se po několika minutách za vzniku chloridu selenného:
3 SeCl2  →  Se2Cl2  +  SeCl4